# جزیره جابات
جزیره جابات (به لاتین: Jabat Island) یک جزیره در جزایر مارشال است که در زنجیره رالیک واقع شده‌است. جزیره جابات ۰٫۶ کیلومتر مربع مساحت و ۱۱۲ نفر جمعیت دارد و ۳ متر بالاتر از سطح دریا واقع شده‌است.